# 앤드류 J. 퍼크랜드
앤드류 J. 퍼크랜드(Andrew J. Ferchland, 1987년 1월 26일 ~ )는 미국의 배우, 텔레비전 배우이다.
오렌지군에서 태어났다.

## 영화
- 뱀파이어 해결사 (1997년)
- 약속된 땅 (1996년)
- 더 팬 (1996년) - 리치 리나드 역
- 노 웨이 백 (1995년)
- 어스 2 (1994년)